# La mala costumbre
La mala costumbre es una novela de la escritora española Alana S. Portero, publicada el 3 de mayo de 2023. La novela ha sido traducida a 17 idiomas incluyendo el inglés, francés, alemán, portugués, coreano y griego y publicada por un total de 17 editoriales.

## Argumento
La historia se centra en la vida de una joven mujer trans, proveniente de una familia obrera, quien crece en el extrarradio de Madrid durante las décadas de 1980 y 1990.

## Recepción

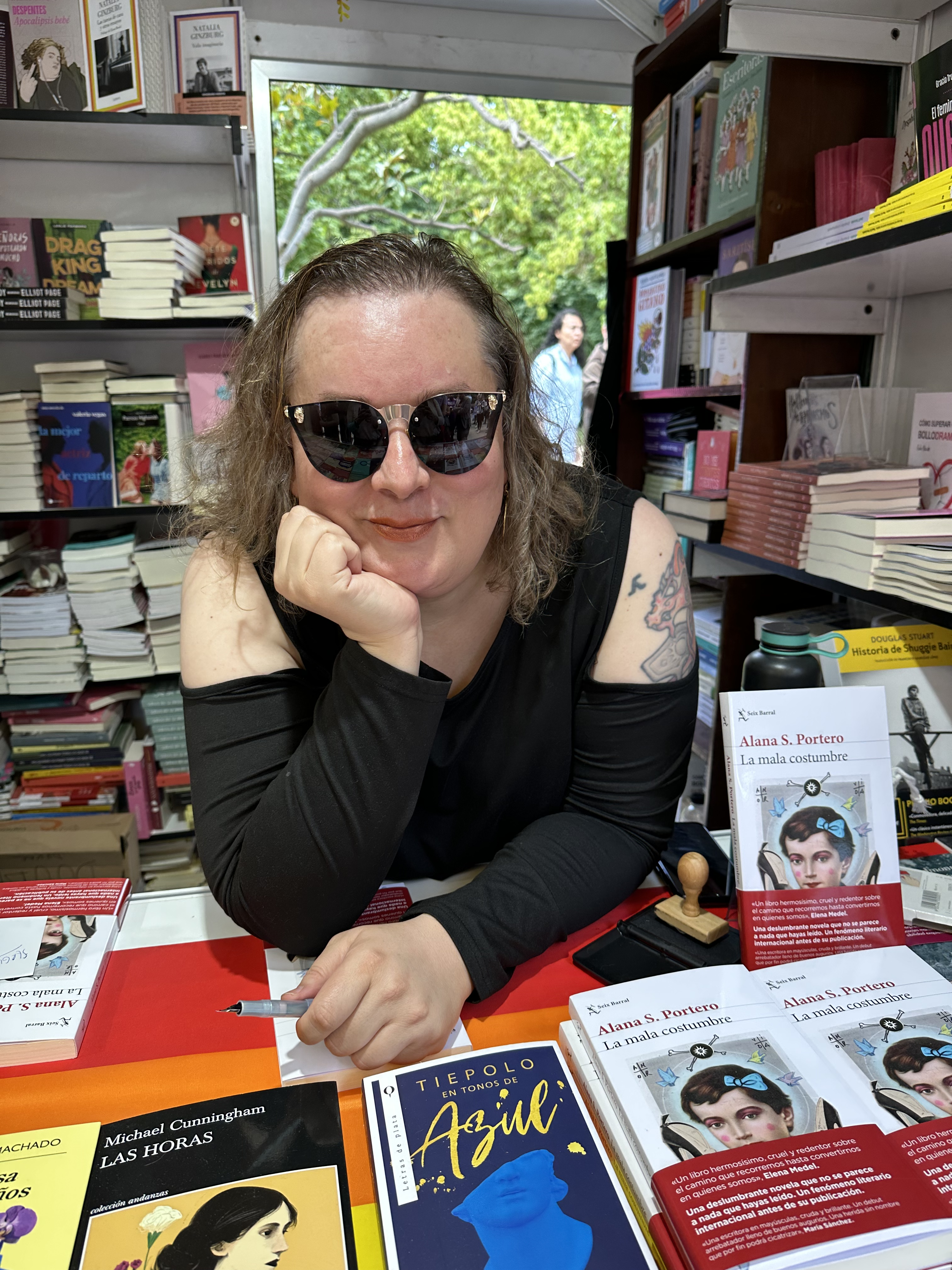
Alana S. Portero en 2023.

El 19 de agosto de 2024 la cantante Dua Lipa alabó públicamente la obra, anunciando además que será el próximo libro en su club de lectura Service95. Así mismo, la cantante expresó a través de una publicación en Instagram que había sentido «verdaderos escalofríos» con la novela desde sus primeras páginas y definió la novela como un estudio sobre la identidad, el amor y la aceptación en la España posterior al franquismo. Por su parte, Ernesto Bottini, escribiendo para CTXT, lanzó una fuerte crítica contra la novela, alegando que la autora llevaba a cabo una fuerte idealización de la familia de clase obrera, y criticó también la falta de coherencia narrativa y la falta de subversión estética y ética.
En una reseña de 2024, el Washington Post la calificó como «una novela ejemplar sobre la experiencia de crecer siendo trans».

## Reconocimientos
El 16 de noviembre de 2024 La mala costumbre fue ganadora del Premio Dulce Chacón de Narrativa Española. El jurado destacó la intensidad aportada por la autora al momento social en el que transcurre la obra y su relación con la posguerra española como telón de fondo. En diciembre de ese mismo año, La Sexta incluyó a La mala costumbre en su listado de las 25 mejores obras literarias de los últimos años, en la que también se encontraban títulos como Canto yo y la montaña baila de Irene Solà o La madre de Frankenstein de Almudena Grandes.
En 2024 surgió el bulo de que la obra había sido incluida en la lista de las 50 mejores novelas del siglo XXI de The New York Times, pero esto fue posteriormente desmentido por la propia autora, tal y como afirma la periodista Cristina Fallarás en el diario Público.